# اریکا سلتنایچ-هاگوسون
اریکا سلتنایچ-هاگوسون (انگلیسی: Erika Seltenreich-Hodgson؛ زادهٔ ۲۴ آوریل ۱۹۹۵) ورزشکار ورزش شنا اهل کانادا است.
وی در مسابقات کشوری و بین‌المللی در مجموع برندهٔ ۳ مدال برنز شده‌است.